# Seffa
La seffa, plat marocain et  algérien à base de semoule, est un couscous sucré à la cannelle et aux amandes. Au Maroc, il peut aussi être fait avec du riz ou des vermicelles. Ce plat se mange généralement en fin de repas avant le dessert. Il est souvent servi pendant les cérémonies traditionnelles de mariage et les repas de famille.
En Algérie, il est préparé au beurre, raisins secs, cannelle, fleur d'oranger et amandes mondées. Au Maroc le plat "Sfouf" est l'un des plats préférés et réputés sur les tables marocaines. La seffa se fait essentiellement au Maroc avec des cheveux d'ange, saupoudrés d'amandes grillées, de sucre glace et de cannelle, 
La seffa bel djedj est un couscous sucré au poulet. La seffa hlouwa bezbib est un couscous sucré aux raisins secs.
Il existe des couscous sucrés autres que la seffa, les mesfoufs :
- mesfouf qsemtina, couscous sucré aux dattes ;
- mesfouf bezbib, couscous sucré aux raisins ;
- mesfouf rramen, couscous aux grenades[4] ;
- mesfouf laaroussa, couscous de la mariée[5]  ;
- rfiss zirawi, couscous sucré aux noix provenant de plusieurs régions d'Algérie comme Alger, Oran, Constantine, Annaba ou bien Tlemcen…